# کیا استیونز
کیا میشل استیونز (به انگلیسی: Kia Michelle Stevens) متولد ۴ سپتامبر ۱۹۷۷ یک کشتی‌گیر حرفه‌ای زن آمریکایی است که با نام آمازینگ کونگ یا خارما، در مسابقات کشتی حرفه‌ای شرکت می‌کند. آمازینگ کونگ از سال ۲۰۰۲، تاکنون در این رشته، و در مسابقات نوع راو فعال بوده‌است.تا با نام «کونگ فوق‌العاده» کشتی بگیردنام رینگ,رینگ آو آنربا اتحادیه.وای‌ئی‌دبلیوودبلیودبلیوئی,استیونز فعالیت حرفه‌ای کشتی خود را در سال ۲۰۰۲ پس از حضور در یک برنامه تلویزیونی واقع‌نما آغاز کرد. در پنج سال اول دوران حرفه‌ای‌اش، او عمدتاً در ژاپن کشتی می‌گرفت و در آنجا قهرمانی‌های متعددی کسب کرد. در سال ۲۰۰۶، او دوباره کشتی را در زادگاهش ایالات متحده آغاز کرد، جایی که
قبلایندیپندنت سرکیت,او قبل از حضور در تلویزیون ملی با TNA، در مسابقات مستقل کشتی می‌گرفت، جایی که او نیروی محرکه‌ای برای ... بود.بخش ناک‌اوت خودشان را تأسیس کردند. در طول دوران حضورش در TNA، او به تبدیل شد او دو بار قهرمان ناک‌اوت TNA و یک بار قهرمان تگ تیم ناک‌اوت TNA به همراه هامادا شد. او بعداً با WWE قرارداد امضا کرد، جایی که در سال ۲۰۱۲ به سومین زنی تبدیل شد که وارد مسابقه رویال رامبل مردان شد و در پایان دهه شروع به حضور در AEW که در آن زمان تازه تأسیس شده بود، کرد.

## حرفه حرفه ای کشتی
کیا استیونز, با الهام از ایمی دوماس، که در دوران حضورش در دبلیودبلیوئی با نام لیتا شناخته می‌شد، به کشتی‌گیر حرفه‌ای تبدیل شد,در سال ۲۰۰۲، استیونز در برنامه‌ی  اکتشاف سلامت حضور یافت چالش بدن به عنوان یک شرکت کننده که سعی در کاهش وزن دارد به امید تبدیل شدن به یک کشتی گیر حرفه ای,استیونز سپس در مدرسه هارد ناکس در, سن برناردینو کالیفرنیا آموزش دید.او خیلی زود اولین بازی حرفه‌ای خود را برای فدراسیون کشتی امپراتوری انجام داد,استیونز همچنین برای مسابقه ،به اندازه کافی سرسخت ۲ مسابقه‌ای که برنده آن قراردادی با فدراسیون جهانی کشتی دبلیودبلیوئی دریافت می‌کرد، تست داد، اما موفق نشد.

### تبلیغات ژاپنی (۲۰۰۲–۲۰۰۷)
پس از نمایش چشمگیر در یک دوره آزمایشی، استیونز برای ادامه تمرینات خود به دوجوی جوشی پورورسو دعوت شد.کشتی ژاپنی زن تبلیغ کشتی حرفه‌ای زنان ژاپن.در آنجا او یک برنامه آموزشی دقیق را پشت سر گذاشت، به زبان ژاپنی مسلط شد و مشغول آموزش برای هنرهای رزمی ترکیبی,اما تصمیم گرفت کشتی حرفه‌ای را دنبال کند. ماساتسوگو ماتسوناگا، که در چندین مسابقه به جایگزینی برای کشتی‌گیر زن ژاپنی، آجا کونگ، نیاز داشت، نام رینگی «کونگ شگفت‌انگیز» را به او داد.

## |انویس
1. 1 2 3 4 5  "Profile on Online World of Wrestling". Online World of Wrestling. Retrieved 17 August 2007.
2. ↑  Martin, Adam (18 April ۲۰۱۱). "Report: The name Awesome Kong will use in WWE". WrestleView. Retrieved 19 April 2011.
3. ↑  Caldwell, James (25 April ۲۰۱۱). "Caldwell's WWE Raw results live Raw - ۲۰۱۱ WWE Draft, Extreme Rules PPV hype". Pro Wrestling Torch. Retrieved 26 April 2011.
4. 1 2 3  Oliver, Greg (12 October ۲۰۰۹). "Awesome Kong". SLAM! Wrestling. Archived from the original on 18 April 2015. Retrieved 3 January 2010.
5. 1 2  "WWE profile". دبلیو دبلیو ای. Retrieved 4 May 2011.
6. 1 2 3  "Shimmer Roster". Shimmer Women Athletes. Archived from the original on 14 August 2009. Retrieved 11 November 2009.
7. ↑  Oliver, Greg (3 May ۲۰۱۰). "Awesome Kong believes in herself". SLAM! Wrestling. Archived from the original on 12 April 2013. Retrieved 3 May 2010.
8. ↑  «PWTorch.com - CALDWELL'S WWE ROYAL RUMBLE REPORT 1/29: Complete "virtual time" coverage of live PPV - Rumble match, Punk-Ziggler, Cena-Kane, steel cage». www.pwtorch.com. دریافت‌شده در ۲۰۲۵-۰۸-۱۶.
9. ↑  "Interview with Kia Stevens, who is wrestling's Awesome Kong and GLOW's Tamme Dawson" (به انگلیسی). Retrieved 2025-08-16.
10. ↑  «Out.com Television Reviews». www.out.com. دریافت‌شده در ۲۰۲۵-۰۸-۱۶.
11. ↑  «SLAM! Sports - Wrestling - Awesome Kong». archive.ph. ۲۰۱۲-۰۷-۱۴. دریافت‌شده در ۲۰۲۵-۰۸-۱۶.
12. ↑  «PWTorch.com - Interview Highlights: TNA's Amazing Kong says she doesn't hear crowd in matches, fan of Austin and Rock». www.pwtorch.com. دریافت‌شده در ۲۰۲۵-۰۸-۱۶.
13. ↑  «SLAM! Sports - Wrestling - Awesome Kong». archive.ph. ۲۰۱۲-۰۷-۱۴. دریافت‌شده در ۲۰۲۵-۰۸-۱۶.
14. ↑  کیا استیونز
15. ↑  «PWTorch.com - Interview Highlights: TNA's Amazing Kong says she doesn't hear crowd in matches, fan of Austin and Rock». www.pwtorch.com. دریافت‌شده در ۲۰۲۵-۰۸-۱۸.
16. ↑  «PWTorch.com - Interview Highlights: TNA's Amazing Kong says she doesn't hear crowd in matches, fan of Austin and Rock». www.pwtorch.com. دریافت‌شده در ۲۰۲۵-۰۸-۱۸.